# Suków (województwo mazowieckie)
Suków – wieś w Polsce położona w województwie mazowieckim, w powiecie radomskim, w gminie Przytyk. Ma status sołectwa.
Prywatna wieś szlachecka Sułków, położona była w drugiej połowie XVI wieku w powiecie radomskim województwa sandomierskiego. W latach 1975–1998 miejscowość położona była w województwie radomskim.
Przez miejscowość przebiega droga wojewódzka nr 732.